# 新約龍華佛教聖國山保安堂
新約龍華佛教聖國山保安堂位於台灣台北市康定路，為主祀觀世音菩薩之民間佛教廟宇。明治三九年（1906年），嘉義人蘇養（法號：普勝；新明德）創建新約龍華佛教聖國山保安堂，宗派為佛教臨濟宗龍華派齋教齋門。目前廟殿為興建於1913年之仿古廟宇建築。該廟宇的組織型態為管理委員會制，祭典日期則是每年農曆之二月十九。初一十五誦唸佛經與四乘科儀，最重視佛經佛律佛論及實行佛法戒定慧。

## 歷代住持
- 開山：蘇勝養（法號：新明德；齋號：普勝；臨濟宗第32代總勅；善書直指傳道話之作者）
- 第二代：陳春柳（法號：新明枝；臨濟宗第33代總勅）
- 第三代：蘇坤鐘（法號：新明來；臨濟宗第34代總勅）
- 第四代：蘇耀南（法號：新明星；臨濟宗第35代總勅）

## 外部連結
- 佛教臨濟宗龍華派齋教齋門新約龍華佛教聖國山保安堂 （页面存档备份，存于）